# Nocupétaro
Nocupétaro är en ort i Mexiko.   Den ligger i kommunen Nocupétaro och delstaten Michoacán de Ocampo, i den södra delen av landet, 220 km väster om huvudstaden Mexico City. Nocupétaro ligger 665 meter över havet och antalet invånare är 3 054.
Terrängen runt Nocupétaro är kuperad. Runt Nocupétaro är det glesbefolkat, med 10 invånare per kvadratkilometer. Närmaste större samhälle är Carácuaro, 4,7 km sydost om Nocupétaro. I omgivningarna runt Nocupétaro växer huvudsakligen savannskog.